# Pararrhynchium sinense
Pararrhynchium sinense är en stekelart som först beskrevs av Schulthess 1913.  Pararrhynchium sinense ingår i släktet Pararrhynchium och familjen Eumenidae. Inga underarter finns listade i Catalogue of Life.